# Neobernaya spadicea
Neobernaya spadicea är en havslevande snäckart som ingår i familjen porslinssnäckor och släktet Neobernaya. Snäckan beskrevs av William Swainson 1823.
Snäckan blir mellan 2,7–8,1 cm lång och går att hitta vid Baja California, Mexiko, och södra Kalifornien, USA.

## Utseende
Den har en vit basfärg med en "ö" på toppen som är ljus/mörkbrun.